# Hermann (Nassau)

Das Wappen der Grafen von Nassau

Hermann von Nassau († 16. Juli vor 1206) war Graf von Nassau. Er wurde später Geistlicher.

## Leben

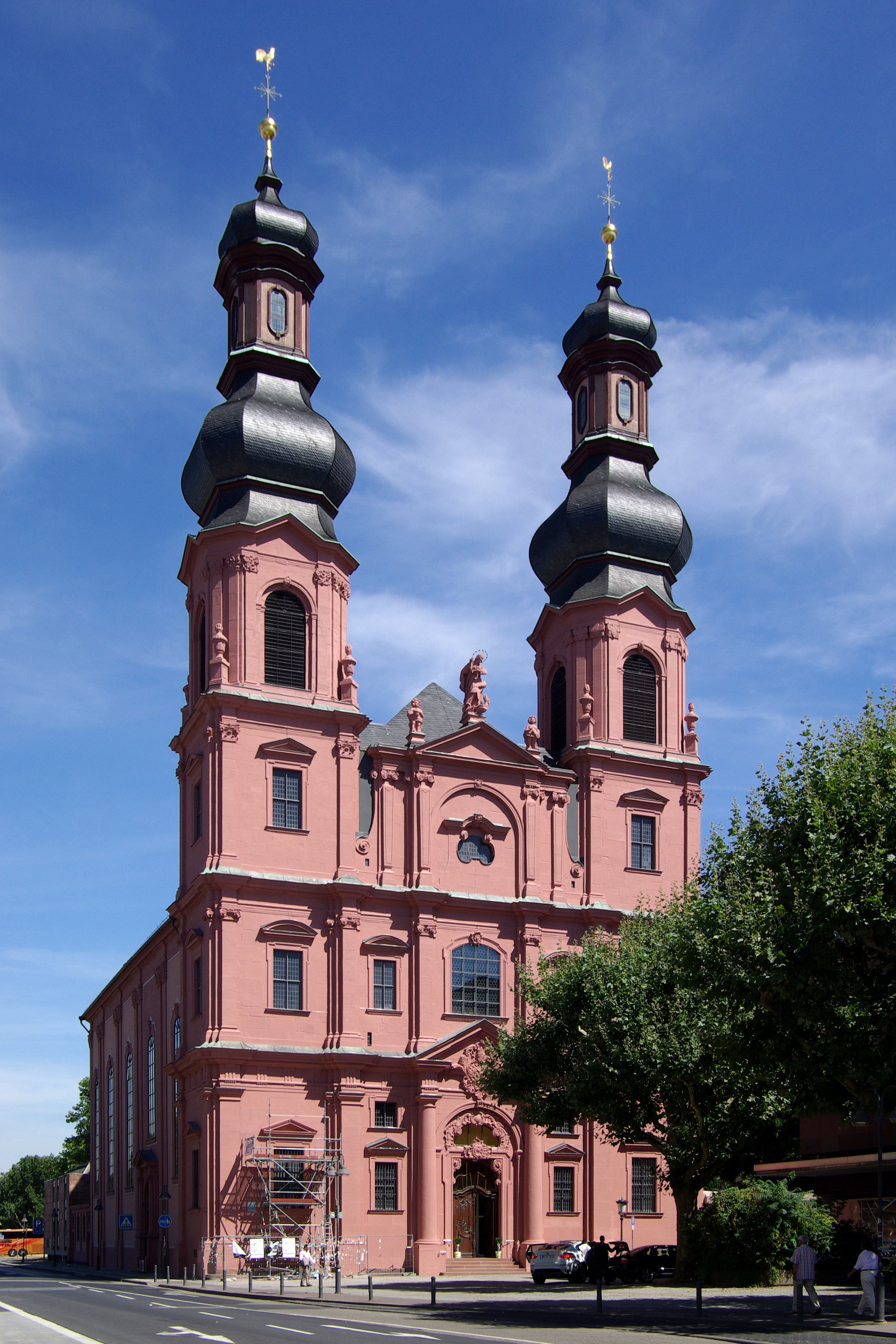
Sankt Peter in Mainz

Hermann war der Sohn des Grafen Ruprecht III. von Nassau und Elisabeth von Leiningen. Er wird zwischen 1190 und 1192 als Graf von Nassau erwähnt. Er regierte zusammen mit Walram I., dem Vetter seines Vaters.
1192 wurde Hermann Kanoniker am Stift Sankt Peter in Mainz.

## Nachkommen
Hermann war wahrscheinlich nicht verheiratet und starb ohne Nachkommenschaft.